# Виньяк
Винья́к (серб. вињак / vinjak, хорв. vinjak) — міцний алкогольний напій, вистояна горілка, яку виробляють на Балканах (переважно в Сербії та Хорватії) із сирих винних дистилятів та витримують впродовж кількох років у дубових бочках. Відповідник коньяку, міцність — близько 40 %.
Сербський виняк виробляється в області Крушев'як, знаній своїми виноградарськими традиціями ще з римських часів.